# Maria Maximilianowna von Leuchtenberg

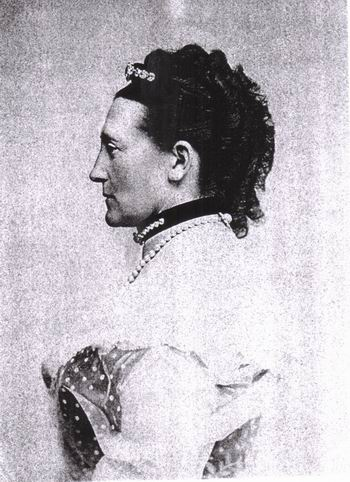
Maria Maximilianowna von Leuchtenberg

Prinzessin Maria Maximilianowna von Leuchtenberg (auch bekannt als Prinzessin Maria Romanowskaja oder Marie Maximiliane; * 4. Oktoberjul. / 16. Oktober 1841greg. in Sankt Petersburg; † 3. Februarjul. / 16. Februar 1914greg. ebenda) war die zweite Tochter von Maximilian de Beauharnais, 3. Herzog von Leuchtenberg, und dessen Frau, der Großfürstin Maria Nikolajewna Romanowa. Sie war die Mutter von Max von Baden, dem letzten Reichskanzler des Kaiserreichs.

## Familie und frühes Leben
Marias Vater, Maximilian de Beauharnais, 3. Herzog von Leuchtenberg, war nach St. Petersburg gereist, um die Hand der Großfürstin Maria Nikolajewna, der ältesten Tochter von Zar Nikolaus I. zu gewinnen. Maximilian wurde in der Folge zur Kaiserlichen Hoheit erhoben und er erhielt den Titel eines Prinz Romanowski.
Als Tochter einer russischen Großfürstin wurden Maria („Marusya“) und ihre Geschwister (Nicholas, Eugenia, Eugen, Sergei, und George) immer als Mitglieder der kaiserlichen Familie behandelt und waren Kaiserliche Hoheiten. Nach dem Tod ihres Vaters im Jahre 1852 heiratete ihre Mutter zwei Jahre später morganatisch den Grafen Grigori Stroganow. Da diese Verbindung vor ihrem Vater Zar Nikolaus I. geheim gehalten wurde (und ihr Bruder Zar Alexander II. diese Verbindung nicht erlauben konnte, täuschte dieser Unwissenheit vor), war Großherzogin Maria gezwungen, im Ausland ins Exil zu gehen. Alexander, der aber Mitgefühl für seine Schwester hatte, hatte ein besonderes Augenmerk auf ihre Kinder aus erster Ehe, die ohne ihre Mutter in St. Petersburg blieben.

### Attentat 1866
Am 4. April 1866 begleiteten Maria und ihr Bruder Nicholas ihren Onkel Alexander durch St. Petersburg, als auf diesen ein Attentat verübt wurde. Alexander hatte angehalten, um einen Mantel anzuziehen, bevor er in seinen Wagen kletterte, als ein Mann eine Pistole auf ihn richtete, und nur das rasche Handeln eines Mannes namens Komissaroff, der die Hand des Mannes nach oben schlug, rettete das Leben des Kaisers.

## Heirat
Verschiedene Ehekandidaten warben um Marias Hand. Pjotr Andrejewitsch Schuwalow, ein Freund des Zaren Alexander II., wagte es, seiner Nichte den Hof zu machen, und wurde dafür schwer getadelt.
Am 11. Februar 1863 heiratete Maria im Winterpalast in St. Petersburg Prinz Wilhelm von Baden. Er war ein jüngerer Sohn des Großherzogs Leopold von Baden und dessen Frau, Prinzessin Sophie.
Sie hatten zwei Kinder:
- Sophie Marie Luise Amelie Josephine von Baden (26. Juli 1865 – 29. November 1939) ⚭  Friedrich II., Herzog von Anhalt
- Maximilian Alexander Friedrich Wilhelm von Baden (10. Juli 1867 – 6. November 1929) ⚭  Prinzessin Marie Louise von Hannover; Maximilian war der Thronfolger im Großherzogtum Baden.

## Späteres Leben
Nach ihrer Heirat verbrachte Maria die meiste Zeit in Deutschland und besuchte nur selten Russland. Während des Deutsch-Französischen Krieges diente Wilhelm in der preußischen Armee unter dem Kommando von Wilhelm I.
Prinz Wilhelm starb am 27. April 1897 und die verwitwete Fürstin Maria lebte bis zu ihrem eigenen Tod am 16. Februar 1914 in St. Petersburg.

## Titel
- 16. Oktober 1841 – 11. Februar 1863: Ihre Kaiserliche Hoheit Prinzessin Maria von Leuchtenberg
- 11. Februar 1863 – 16. Februar 1914: Ihre Kaiserliche und Großherzogliche Hoheit Prinzessin Wilhelm von Baden